# Pejoratyw

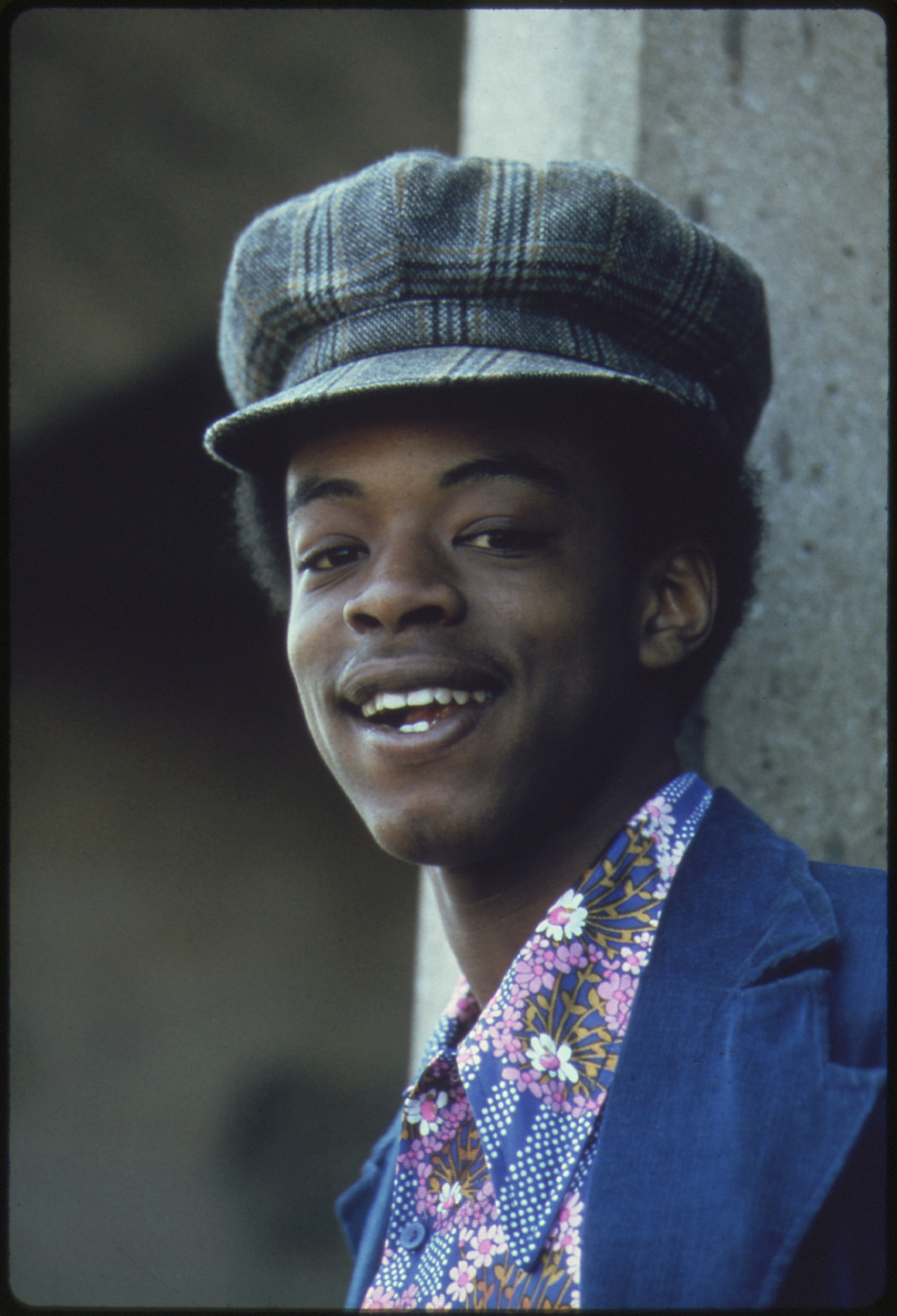
Niektórzy uznają za pejoratyw określenie Murzyn

Pejoratyw (z łac. pēior – gorszy) – wyraz używany, aby wyrazić negatywną ocenę osoby lub czegoś.